# 70 Binladens - Le iene di Bilbao
70 Binladens - Le iene di Bilbao (70 Binladens) è un film del 2018 diretto da Koldo Serra.

## Trama
Avendo bisogno urgente di soldi, una donna di nome Raquel chiede un prestito in banca. Ma nel momento della consegna dei soldi due rapinatori entrano in banca e Raquel diventa uno degli ostaggi. Comincia una corsa contro il tempo per raccogliere i suoi soldi.